# Giovanni Antonio Scopoli

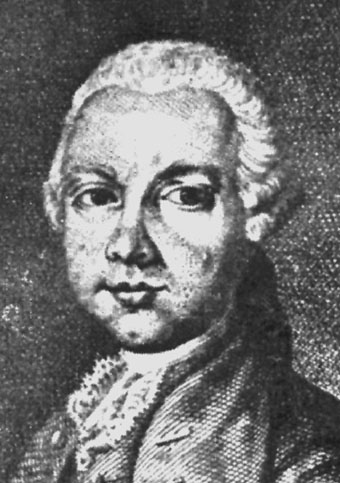
Giovanni Antonio Scopoli.

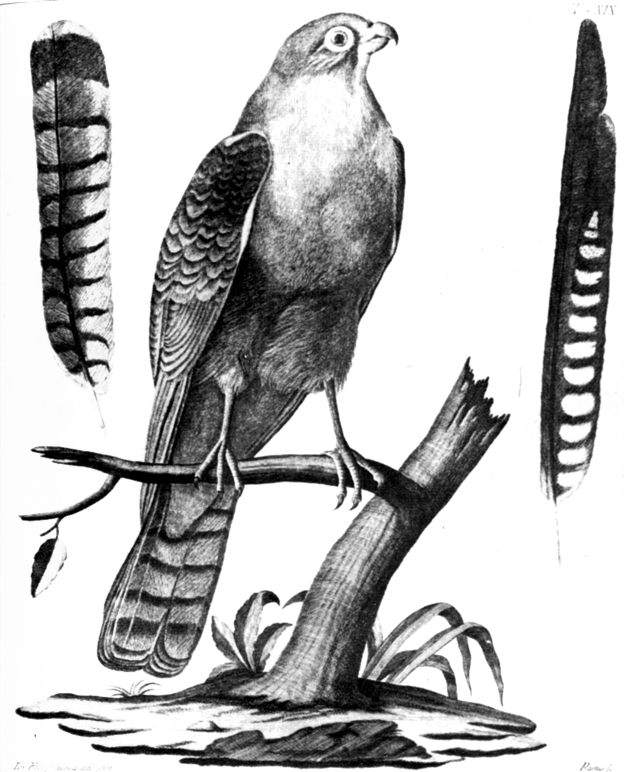
Uma das gravuras em cobre da Deliciæ Floræ et Faunæ Insubricæ (1786).

Giovanni Antonio Scopoli ou Johannes Antonius Scopoli (Cavalese, Tirol , 13 de junho de 1723 — Pavia, 8 de maio de 1788) foi um médico e naturalista de etnia italiana nascido no Tirol, região então domínio da Casa de Habsburgo, imperadores do Sacro Império Romano-Germânico, que se destacou como entomologista, ornitologista e botânico. Para além de ter exercido medicina, foi professor de metalurgia e química na Academia de Minas de Schemnitz e na Universidade de Pavia.

## Biografia
Scopoli nasceu em Cavalese, no Val di Fiemme do Tirol, filho de um advogado de origem italiana. Formou-se em medicina na Universidade de Innsbruck, dedicando-se depois à prática médica em Cavalese e Veneza. Muito do seu tempo foi passado nos Alpes colectando plantas e insectos, reunindo notáveis colecções.
Durante dois anos foi secretário privado de Leopold Ernst von Firmian, então bispo de Seckau e futuro cardeal, sendo depois nomeado médico das minas de mercúrio de Idrija, uma pequena cidade da Carniola, então parte dos domínios da Casa de Habsburgo, cargo que exerceu durante 16 anos. Em 1761 publicou a obra intitulada De Hydroargyro Idriensi Tentamina, na qual descreve os sintomas do envenenamento por mercúrio entre os mineiros que trabalham em minas das quais se extrai minério rico naquele elemento químico.
Durante a sua estadia na Carniola Scopoli dedicou-se ao estudo da história natural daquela região. Desse estudo resultou a publicação da obra Flora Carniolica (1760), com a descrição de várias novas espécies botânicas, e de um importante trabalho sobre a entomologia da Carniola, intitulado Entomologia Carniolica (1763). Publicou também uma série de monografias, que intitulou Anni Historico-Naturales (1769–1772), na qual incluiu a primeira descrição de várias aves.
Em 1769 Scopoli foi nomeado professor de química e metalurgia na Academia de Minas de Schemnitz (a actual cidade de Banská Štiavnica, Eslováquia), transferindo-se em 1777 para a Universidade de Pavia.
Em Pavia foi um feroz rival de Lazzaro Spallanzani, que acusou de furtar espécimes do Museu de Pavia, acusação de este que foi absolvido após um longo julgamento. Pouco depois Scopoli faleceu vítima de um acidente vascular.
A sua última obra foi intitulada Deliciae Flora et Fauna Insubricae (1786–1788), que inclui os nomes científicos para as aves e os mamíferos do noroeste da península itálica descritos por Pierre Sonnerat nos relatos das suas viagens. 
O alcalóide vegetal escopolamina, utilizado para fins farmacológicos foi isolado a partir de plantas do género Scopolia, assim denominado em homenagem a Scopoli. A abreviatura padrão "Scop." é usada para assinalar as espécies por ele descritas.

## Principais obras
- Flora Carniolica (1760) – uma flora da Carniola (a actual Eslovénia).
- De Hydroargyro Idriensi Tentamina (1761) – um tratado médico descrevendo o envenenamento por mercúrio entre os mineiros que trabalham em minas contendo minérios ricos naquele elemento.
- Entomologia Carniolica, Viena: Trattner. (1763) – um importante tratado sobre a entomologia da Carniola, contendo a descrição de novas espécies.
- Joh. Ant. Scopoli der Arzneywissenschaft Doktors, Ihro ... Majest. Cameralphysici in der Bergstadt Idria ... Einleitung zur Kenntniß und Gebrauch der Foßilien, Hartknoch, Göttingen : Niedersächsische Staats- und UniversitätsbibliothekRiga (1769) – tese de doutoramento (em alemão).
- Anni Historico-Naturales (1769–1772) – obra que inclui a descrição de novas espécies de aves.
- Flora Carniolica exhibens plantas Carnioliae indigenas et distributas in classes, genera, species, varietates, ordine Linnaeano (1772) – a segunda edição, revista, de uma flora da Carniola (Krain), preparada quando Scopoli viveu em Idrija.A obra inclui 66 gravuras da autoria de J. F. Rein feitas a partir de desenhos originais de Scopoli. enquanto a primeira edição, saída em 1760 com 600 páginas sem ilustrações, não tinha nomes binários para as espécies de plantas, esta edição apresenta nomenclatura binária e está escrita de acordo com a tradição lineana.
- Introductio ad historiam naturalem, sistens genera lapidum, plantarum et animalium hactenus detecta, caracteribus essentialibus donata, in tribus divisa, subinde ad leges naturae. Praga (1777) – uma obra prima de história natural, descrevendo géneros e espécies de várias regiões do Mundo.
- Fundamenta Botanica Praelectionibus publicis accomodata. Papiae, S. Salvatoris (1783) - um clássico da botânica, com 10 gravuras, cada uma contento de 10 a 16 ilustrações científicas exactas.
- Dizionario di chimica del Sig. Pietro Giuseppe Macquer…Tradotto dal francese e corredato di note e di nuovi articoli...,  Pavia: impresso no Mosteiro de San Salvatore para G. Bianchi (1783–84) - obra escrita em colaboração com Pierre Joseph Macquer, um químico que escrevera o Dictionnaire de chymie, o primeiro dicionário de química teórica e de química geral, obra que fora escrita apressadamente, razão pela qual o seu autor, preocupado com a sua reputação, o publicou anonimamente em 1766. O seu grande sucesso levou a que fosse preparada uma segunda edição (em 1778). Essa segunda edição foi traduzida por Scopoli e extensivamente aumentada. Uma segunda edição desta tradução, também aumentada, foi publicada em Veneza em 1784-1785.
- Deliciae Flora et Fauna Insubricae Ticini (1786–1788) – um relato com a descrição das aves e mamíferos encontrados por Pierre Sonnerat nas suas viagens.

## Influência na taxonomia
Taxa descritos por Scopoli
- Battus 1777 – género de borboletas (Papilionidae) da América do Sul
- Rhagonycha fulva 1763 – um escaravelho (Cantharidae) da Europa;
- Cucujus cinnaberinus 1763 – um escaravelho (Cucujidae) da Europa;
- Osmoderma eremita 1763 – um escaravelho-eremita (Scarabaeidae) da Europa;
- Sargus bipunctatus 1763 – um moscardo (Diptera) da Europa;
- Bombus pascuorum 1763 – uma espécie de zangão (Hymenoptera) da Europa;
- Aphis fabae 1763 – um afídeo (Hemiptera) cosmopolita;
- Amanita caesarea – um cogumelo comestível;
- Laccaria laccata –  um cogumelo;
- Pisolithus arrhizus – um cogumelo ("dyeball");
- Ordem Proboscidea 1763 – tripes (Thysanoptera) e cigarras e outros Hemiptera, um dos principais grupos propostos na Entomologia Carniolica;
- Ordem Caudata - as salamandras, um dos principais grupos de anfíbios (classe Amphibia).

Taxa que homenageiam Scopoli
- Cerambyx scopolii  (Fuessly, 1775) - um coleóptero (Cerambycidae) da Europa;
- Dorcadion scopolii (Herbst, 1784) - um coleóptero (Cerambycidae) da Europa.